# Marion Duclos
Pour les articles homonymes, voir Duclos.
Marion Duclos, née en 1981 à Talence, est une autrice et dessinatrice de bande dessinée française.

## Biographie
Enfant, Marion Duclos rêve de devenir ingénieure des zoos et forêts à cheval ou égyptologue. Elle se consacre alors à l’étude de l'hydrobiologie et parcourt les rivières de France. À l’âge de 25 ans, elle se tourne vers la bande dessinée. Elle intègre l'École supérieure des métiers de l'image (ESMI) à Bordeaux. Marion Duclos commence une carrière de dessinatrice dans l'édition et la presse jeunesse. Elle travaille notamment pour les éditions Casterman, Fleurus, Fetjaines ou Petit à Petit,.
En 2014, Marion Duclos devient secrétaire adjointe du bureau d’administration de l’association 9-33, qui vise à promouvoir et valoriser la bande dessinée et ses auteurs et autrices en Nouvelle-Aquitaine et à l’échelle internationale.

## Carrière artistique
En 2012, Marion Duclos découvre l’auto-édition avec la publication de Frogs in Scotland, un récit de souvenirs de son voyage en Écosse. Elle participe également à des recueils illustrés des chansons de Jacques Brel, des poèmes de Victor Hugo, ou des fables de Jean de La Fontaine.
En 2015, elle publie Victor et Clint chez La Boîte à bulles, dont elle signe les textes et images. C’est ainsi que sur fond de Far West imaginaire, le jeune Victor se transforme en cowboy Clint dès qu’il dégaine son Stetson. L’ouvrage est lauréat du prix Freddy Lombard, récompensant l’autrice d’un premier album graphique.
En 2017, elle est l’autrice et la dessinatrice du roman graphique Ernesto aux éditions Casterman. Entre les routes d’Espagne et de France, Ernesto, un ancien républicain espagnol exilé en France, remonte le temps à la poursuite de ses racines.

## Publications
- Frogs in Scotland, auto-édition, 2012
- Victor et Clint, La Boîte à Bulles, coll. « Hors-Champs », 104p, 2015  (ISBN 2849532223)
- Sisyphe, histoire courte dans l'album collectif La Mythologie grecque en BD, Petit à Petit, coll. « Docu BD », 196p., 2016  (ISBN 9791095670148)
- Ernesto, Casterman, 151p, 2017  (ISBN 2203159421)
- L'Égypte ancienne, scénario de Viviane Koenig, Éditions Belin, 72p., 2017  (ISBN 2410005306)
- Les Mains de Ginette, scénario d'Olivier Ka, Delcourt / Mirages, 2021
- Ce que le jour doit à la nuit, scénario de Stella Lory d'après le roman homonyme de Yasmina Khadra, Philéas, 2023

## Exposition
- Et pour la première fois, bibliothèque Mériadeck, Bordeaux, 2021 - cette exposition montre les étapes d'un projet de bande dessinée reposant sur des témoignages de femmes et de mineurs isolés récemment arrivés en France[10],[11].

## Distinctions
- Festival BD'Art de Rive-de-Gier 2015 : prix Freddy Lombard pour Victor et Clint[9]
- Festival d'Angoulême 2016 : sélection Jeunesse pour Victor et Clint
- Salon du livre d'Abbeville 2022 : prix littéraire de la Mission locale Picardie Maritime pour Les Mains de Ginette (récompense partagée avec Olivier Ka)[12]